# جون لي (سياسي)
جون لي (بالإنجليزية: John Lee)‏ هو سياسي أمريكي، ولد في 30 يناير 1788 في الولايات المتحدة، وتوفي في 17 مايو 1871 بنيويورك في الولايات المتحدة. حزبياً، نشط في الحزب الديمقراطي. وقد انتخب عضو مجلس النواب لولاية ماريلند وانتخب عضو مجلس النواب الأمريكي.